# Erdfunkstelle Usingen

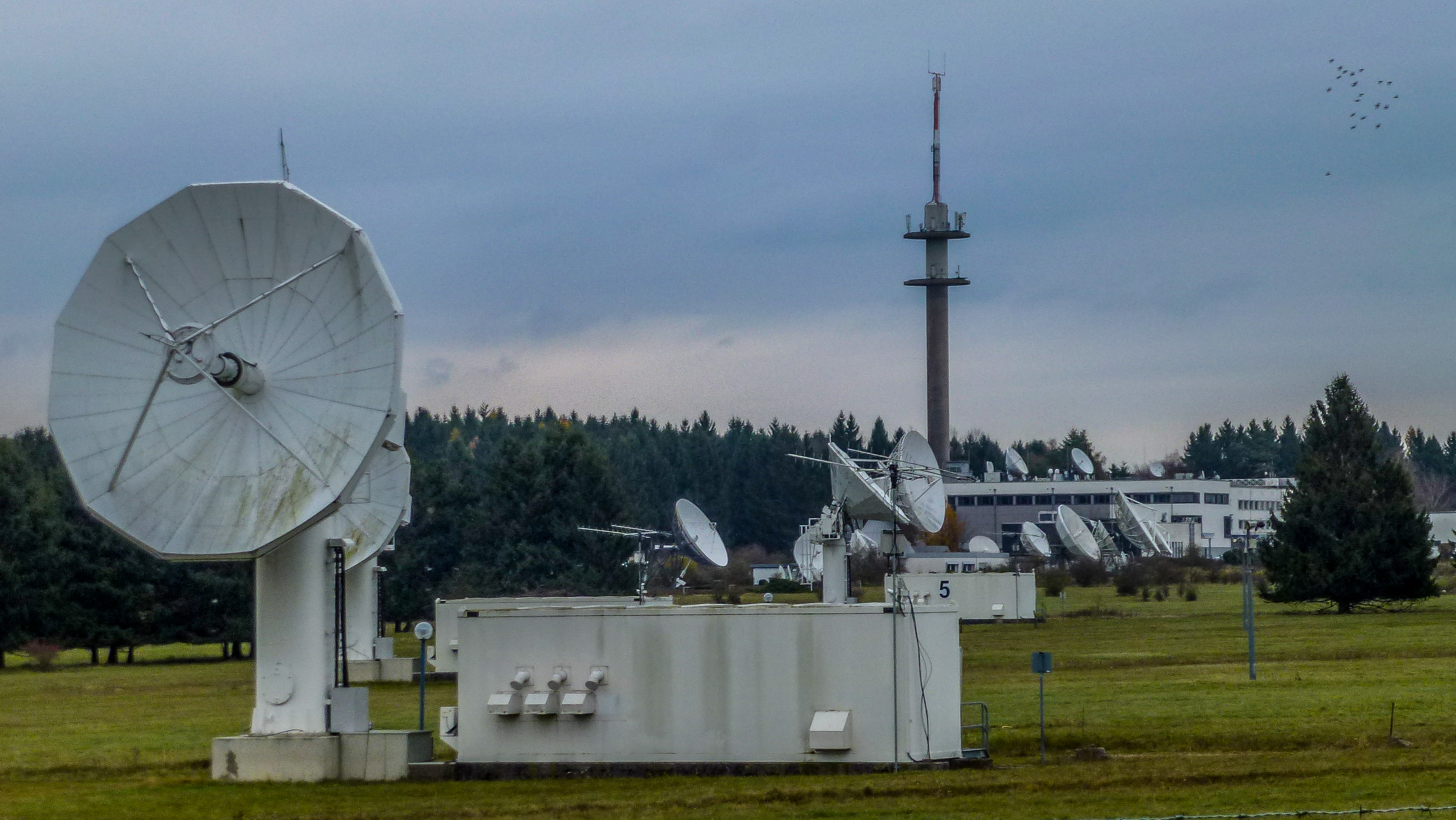
Antennenfeld der Erdfunkstelle Usingen, vorn eine 8-m-Antenne

Die Erdfunkstelle Usingen ist eine Bodenstation zur Kommunikation mit Satelliten. Sie befindet sich in Hessen, etwa 25 Kilometer nördlich von Frankfurt am Main, und liegt auf den Stadtgebieten von Usingen und Neu-Anspach. Die Erdfunkstelle wird von der Media Broadcast Satellite GmbH betrieben. Mit ihren mehr als 135 Antennen dient sie unter anderem als Sende- und Empfangsstelle für Datenverkehr aller Art.

## Geschichte

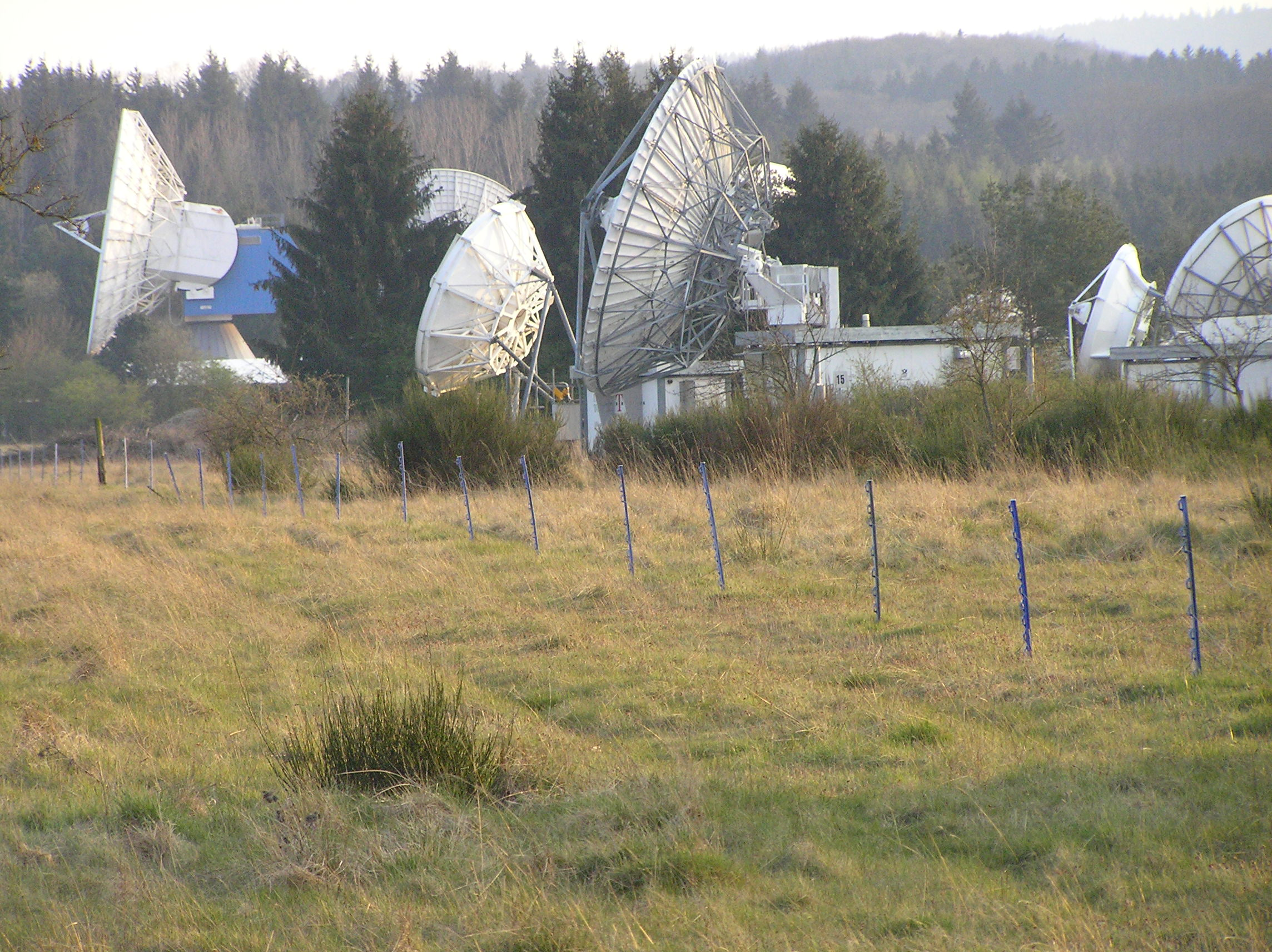
Detailansicht, ganz links die älteste Antenne der Erdfunkstelle (18,3 m)

Die Fläche von ca. 140 ha des heutigen Geländes der Erdfunkstelle war im Zweiten Weltkrieg ein Munitionsdepot und Feldflugplatz. Nach dem Krieg wurde das Gelände von der damaligen Deutschen Bundespost übernommen und 1955 eine Kurzwellenstation (Überseefunkstelle) errichtet.
Mit einer Sendeleistung von bis zu 100 Kilowatt wurden Informationen rund um den Erdball geschickt. Voraussetzung hierfür waren große Antennen (Rhomben), die den Charakter der Sendestelle prägten.
Ende der 1960er Jahre wurde die Kurzwellentechnik nach und nach durch die Satellitentechnik ersetzt. Der erste europäische Versuchssatellit OTS (Orbital Test Satellite) der Europäischen Weltraumorganisation (ESA) wurde u. a. aus Usingen bedient.
Infolge dieser Änderung entstanden eine Vielzahl von großen Parabolantennen, mittels derer eine Vielzahl von Satelliten bedient werden.
1979 wurde die erste Parabolantenne errichtet. Sie hat einen Durchmesser von 18,3 Metern. Zwei weitere Antennen mit je 19,1 Metern Durchmesser folgten Anfang der 1980er Jahre.
Mitte 2015 lagerte die Media Broadcast GmbH den Betrieb der Erdfunkstelle und das gesamte Satellitengeschäft in eine eigene Tochtergesellschaft, die Media Broadcast Satellite GmbH aus. 2016 wurde diese Tochtergesellschaft im Rahmen des Verkaufs der Media Broadcast GmbH an den Freenet-Konzern eigenständig und betreibt die Erdfunkstelle seither alleine weiter.

## Satellitendienste
Seit mehr als 40 Jahren ist die Erdfunkstelle Usingen der zentrale Daten-Hub Deutschlands für Teleport-, VSAT- und Satellitendienstleistungen. Im angeschlossenen NOC (Network Operation Center) werden 24 Stunden, 7 Tage die Woche ununterbrochen SCPC-Verbindungen sowie modernste VSAT-Netzwerk-Lösungen für nationale und internationale Firmen und Organisationen geschaltet und überwacht.
Für die Verbreitung von TV und Radioprogrammen werden u. a. die Satellitenpositionen von Eutelsat, und SES Astra verwendet, so erreicht die Erdfunkstelle über 230 Millionen Haushalte in 60 Ländern Europas, Nordafrikas und im arabischen Raum.
Zusätzlich befindet sich auf dem Gelände eine Starlink-Bodenstation.

## Antennen

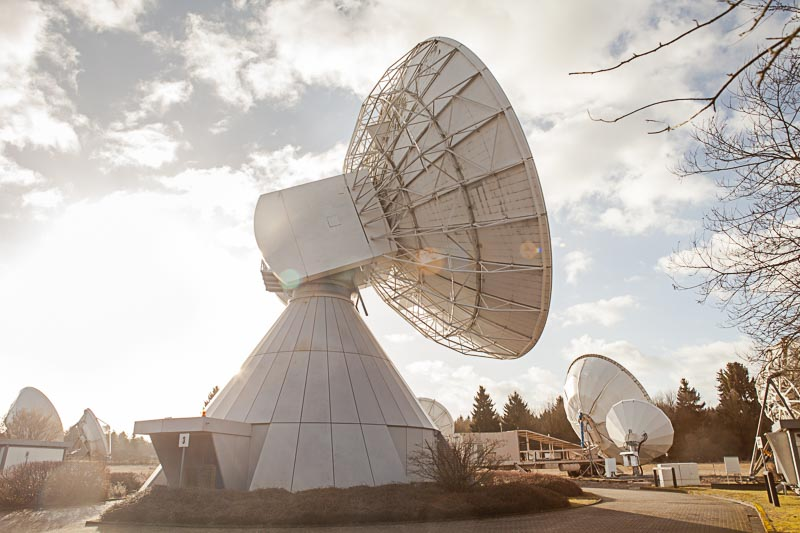
19,1-m-Parabolantenne

Auf dem Gelände der Erdfunkstelle Usingen sind auf rund 1.400.000 m² Fläche mehr als 60 Parabolantennen mit Durchmessern von 4,2–19,1 m (Ku-, Ka-, K- und C-Band) im Sende- und Empfangsbetrieb im Einsatz. Damit können geostationäre Orbitalpositionen von 76° Ost bis 60° West abgedeckt werden. Zusätzlich sind weitere, mobile Ku- und K-Band-Antennen verfügbar.
Alle Antennensysteme sind redundant vorhanden und mit Enteisungsanlagen versehen. Die Erdfunkstelle erreicht so eine jährliche Verfügbarkeit von größer 99,99 %.

## Betrieb und Anlage

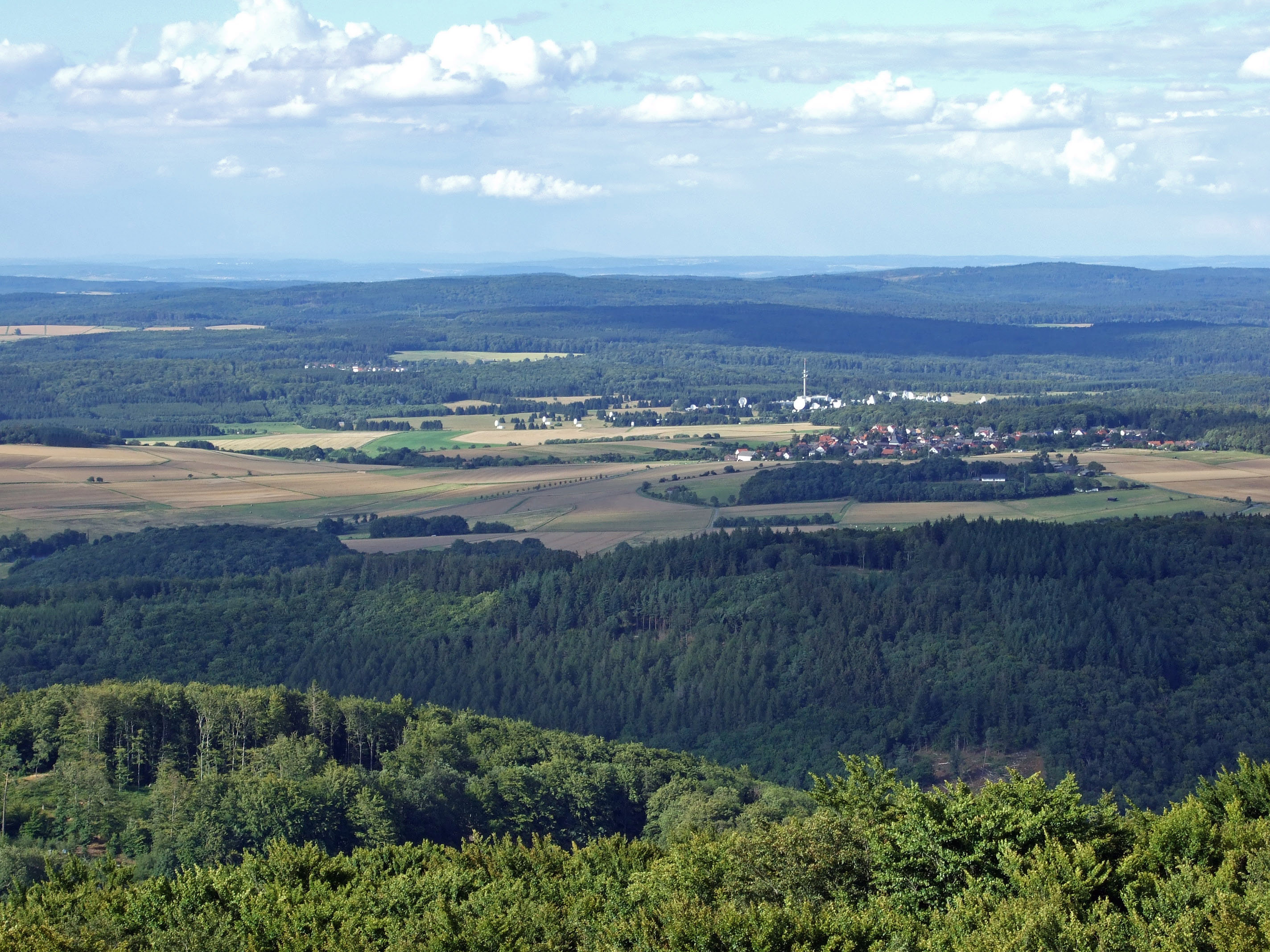
Erdfunkstelle hinter Merzhausen

Die Erdfunkstelle wurde im Auftrag der Deutschen Bundespost errichtet und ist seit 1977 in Betrieb. 2008 wurde sie von dem französischen Rundfunkkonzern TDF übernommen, der sie 2019 an drei leitende Manager der Anlage weiterverkaufte (→ Management-Buy-out).
Die Einrichtung arbeitet mit ihren rund 70 Mitarbeitern im 24-Stunden-Betrieb. Die Techniker im NOC (Network Operation Center) können auf Nachfrage direkten 1st-Level und 2nd-Level-Support leisten und die Verbindungen in Echtzeit überwachen.
Die Anbindung an den weltweit größten Internet-Knotenpunkt DE-CIX in Frankfurt sowie terrestrische Netze erweitert die Übertragungsmöglichkeiten der Erdfunkstelle um redundante hybride Lösungen.

## Umweltschutz und Solarpark

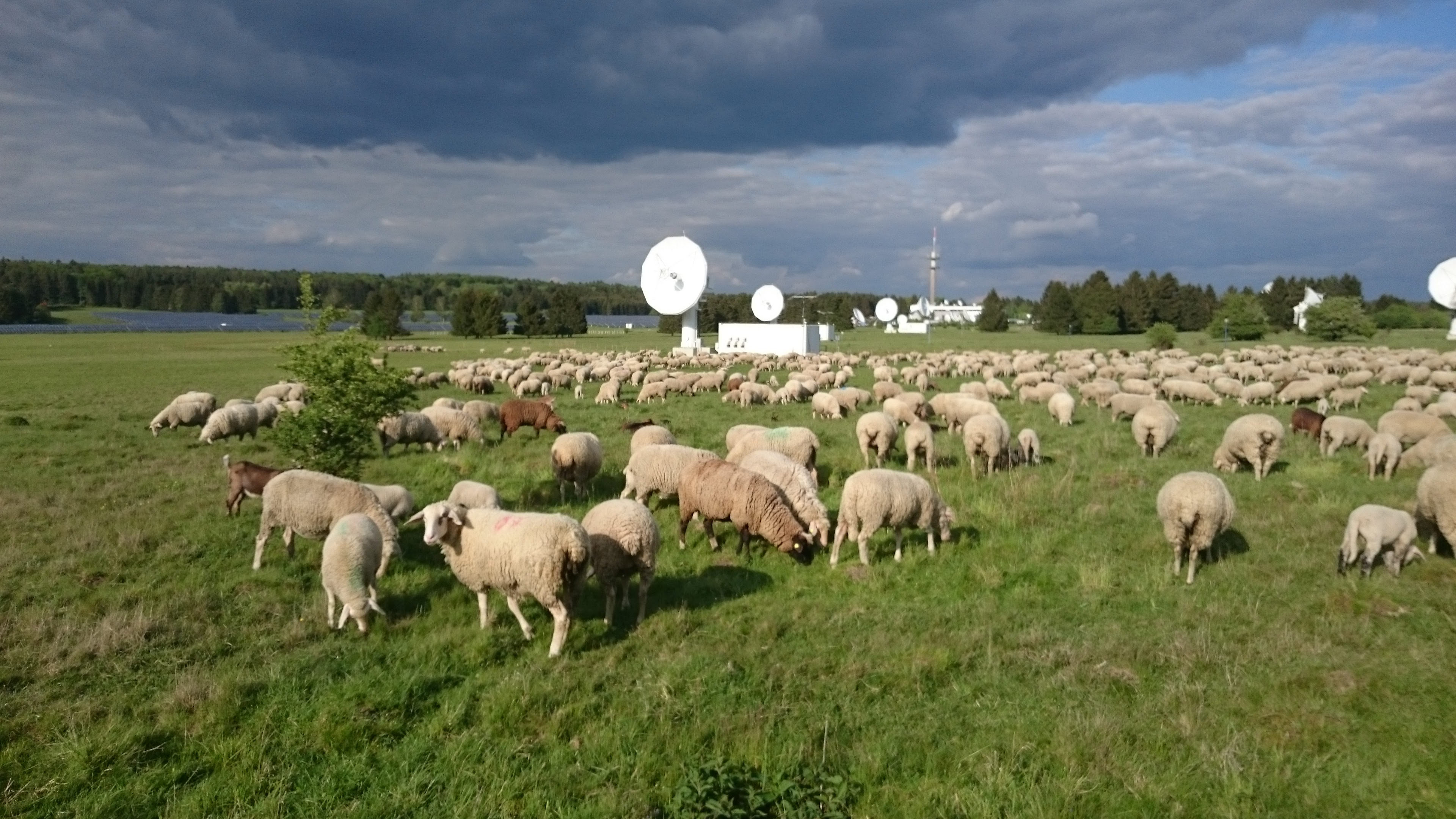
Schafe zur Landschaftspflege

Von Beginn an wurde bei der Gestaltung der Erdfunkstelle Wert auf eine Bepflanzung mit ortstypischen Pflanzen geachtet. Heute ist die Erdfunkstelle soweit in die Landschaft integriert, dass sie lediglich von Merzhausen her wahrnehmbar ist. Das Gelände selbst ist – bedingt durch die notwendigen Abstände zwischen den Antennen – ein Biotop mit hoher ökologischer Bedeutung und Artenvielfalt.
Um hohe Kosten für die Landschaftspflege einzusparen, wird ein großer Teil der Rasenflächen durch Schafe kurz gehalten.
2013 haben die Städte Usingen und Neu-Anspach einen Solarspezialisten mit dem Bau von drei Freiland-Photovoltaikanlagen beauftragt, die zusammen 6,2 Megawatt-Peak (Spitzenleistung) erzeugen und damit über 1700 Haushalte mit Ökostrom versorgen können. Vor dem Bau hatte der Kampfmittelräumdienst 24 Tonnen an altem Kriegs-Material wie Maschinengewehre, Pistolen, große Mengen an Munition, Granaten, ein komplettes Flak-Geschütz und vieles mehr entfernt. Im Mai 2013 wurden die Solarstromanlagen offiziell in Betrieb genommen.